# Tanystropheidae
Tanystropheidae — вимерла родина морських діапсидних рептилій ряду Проторозаври. Родина існувала у тріасовому періоді у водах мезозойського океану Тетіс.  Рештки представників родини знайдені у Європі, Китаї та на сході США. Деякі види мали довгу шию, удвічі довшу за тіло.

## Види
- †Amotosaurus
- †Augustaburiania
- †Dinocephalosaurus
- †Gwyneddosaurus
- †Langobardisaurus
- †Protanystropheus
- †Tanystropheus
- †Tanytrachelos